# Battaglia di Tarichee
La battaglia di Tarichee costituì une delle fasi finali della campagna militare di Vespasiano del 67, nell'ambito della prima guerra giudaica contro i Giudei, i quali si erano ribellati al potere romano nella provincia della Giudea.

## Contesto storico
Nel 66, Nerone, venuto a conoscenza della sconfitta subita in Giudea dal suo legatus Augusti pro praetore di Siria, Gaio Cestio Gallo, colto da grande angoscia e timore, trovò che il solo Vespasiano (il futuro imperatore romano) sarebbe stato all'altezza del compito, e quindi capace di condurre una guerra tanto importante in modo vittorioso.
E così Vespasiano fu incaricato della conduzione della guerra in Giudea, che minacciava di espandersi a tutto l'Oriente. Vespasiano, come prima disposizione, inviò il figlio Tito ad Alessandria d'Egitto, per rilevare la legio XV Apollinaris, mentre egli stesso attraversava l'Ellesponto, raggiungendo la Siria via terra, dove concentrò le forze romane e numerosi contingenti ausiliari di re clienti.
Qui Vespasiano rafforzava l'esercito siriaco (legio X Fretensis), aggiungendo due legioni (la legio V Macedonica e la legio XV Apollinaris, giunta dall'Egitto), otto ali di cavalleria e dieci coorti ausiliarie, mentre attendeva l'arrivo del figlio Tito, nominato suo vice (legatus legionis della legio XV Apollinaris).
Con l'inizio del nuovo anno (67), Vespasiano si decise ad invadere la Galilea personalmente, partendo da Tolemaide. Vespasiano conquistò al primo assalto la città di Gabara, che era rimasta priva di uomini validi per la sua difesa. Poco dopo decise di assaltare la città-fortezza giudea di Iotapata che dopo una strenua resistenza di 47 giorni cadde: i morti furono 40 000 ed i sopravvissuti 1 200, compreso il comandante della piazzaforte, Giuseppe ben Mattia. Nel giugno del 67 la Legio V Macedonica fu inviata sul monte Garizim per reprimere una ribellione di Samaritani, mentre il legato di Vespasiano Marco Ulpio Traiano conquistò Iafa, uccidendo 12 000 difensori.
Il quarto giorno del mese di Panemo (l'attiuale mese di giugno), Vespasiano giunse con l'esercito a Tolemaide e poi da qui a Cesarea marittima, una delle più grandi città della Giudea, dove gli abitanti accolsero l'esercito romano con grandi manifestazioni di giubilo. Vespasiano mise a svernare a Cesarea le legioni V Macedonica e X Fretensis, mentre la XV Apollinaris la inviò a Scythopolis per non gravare con tutto l'esercito su Cesarea. Verso settembre i Romani furono costretti a continuare la campagna militare occupando la città pirata di Ioppe. Vespasiano, infine, per impedire che i pirati tornassero in zona nuovamente, costruì un accampamento sull'acropoli sistemandovi alcuni reparti di cavalleria ed un limitato numero di fanti. Affidò, quindi, a questo contingente militare il compito di vigilare sulla zona e portare devastazione nel territorio circostante a Ioppe, distruggendo tutti i villaggi e le cittadine attorno ogni giorno.

## Casus belli
Quando fu riferito a Vespasiano che a Tiberiade si pensava già a ribellarsi al potere romano e che Tarichee era già insorta (entrambe facevano parte del regno di Agrippa), Vespasiano si preparò per intraprendere una spedizione punitiva contro queste due città, anche per ringraziare Agrippa che lo aveva accolto. Decise, pertanto, di inviare il figlio Tito a Cesarea marittima con l'incarico di portare nuove forze da lì a Scythopolis (la città più grande della Decapoli, non molto distante da Tiberiade). Poi marciò egli stesso alla volta di questa città per ricongiungersi col figlio e, insieme alle solite tre legioni, si accampò a trenta stadi da Tiberiade in località Sennabris. Poco dopo inviò il decurione Valeriano con cinquanta cavalieri a fare proposte di pace agli abitanti, cercando di convincerli a trattare, avendo saputo da altre fonti che il popolo era desideroso di pace, costretto alla guerra solo da una minoranza. Quando Valeriano giunse in prossimità delle mura, smontò da cavallo insieme ai suoi uomini, non volendo apparire come quello che veniva per attaccare la città. Prima che si iniziasse a parlamentare, gli furono subito addosso un gruppo di facinorosi tra i ribelli, armi in pugno. Li guidava un certo Gesù, figlio di Safat, che era a capo di quella banda di briganti. Valeriano, ritenendo che fosse imprudente attaccar battaglia, per di più contravvenendo a quanto aveva disposto il suo comandante, preferì fuggire a piedi con i suoi armati, lasciando che il nemico potesse impadronirsi dei suoi cavalli, che gli uomini di Gesù portarono, subito dopo, trionfalmente in città.
Preoccupati da ciò, gli anziani ed i notabili accorsero nell'accampamento romano e, chiedendo aiuto al loro re Agrippa, si gettarono ai piedi di Vespasiano supplici, pregandolo di perdonare la popolazione cittadina e di non pensare che la follia di pochi fosse condivisa dall'intera città. Proposero al comandante romano di punire i responsabili della rivolta. A queste preghiere il generale diede loro ascolto, vedendo anche quanto la città stesse a cuore ad Agrippa. Ottenute queste garanzie per il popolo, gli uomini di Gesù ritennero opportuno che non era più prudente rimanere a Tiberiade e fuggirono a Tarichee. Il giorno seguente Vespasiano inviò il legatus legionis Marco Ulpio Traiano con un contingente a cavallo sulle alture per capire se effettivamente il popolo nutrisse, in verità, sentimenti di pace. Quando gli fu riferito che tutti erano d'accordo con quelli che erano venuti a supplicarlo, si mise in marcia con l'esercito e avanzò verso la città. Gli abitanti gli spalancarono le porte e gli vennero incontro festanti, acclamandolo loro salvatore. Vespasiano diede ordine di astenersi dal saccheggio e da atti di violenza e, per compiacere il re alleato, risparmiò la cinta delle mura, poiché Agrippa si rese garante della futura fedeltà degli abitanti.

## Battaglia

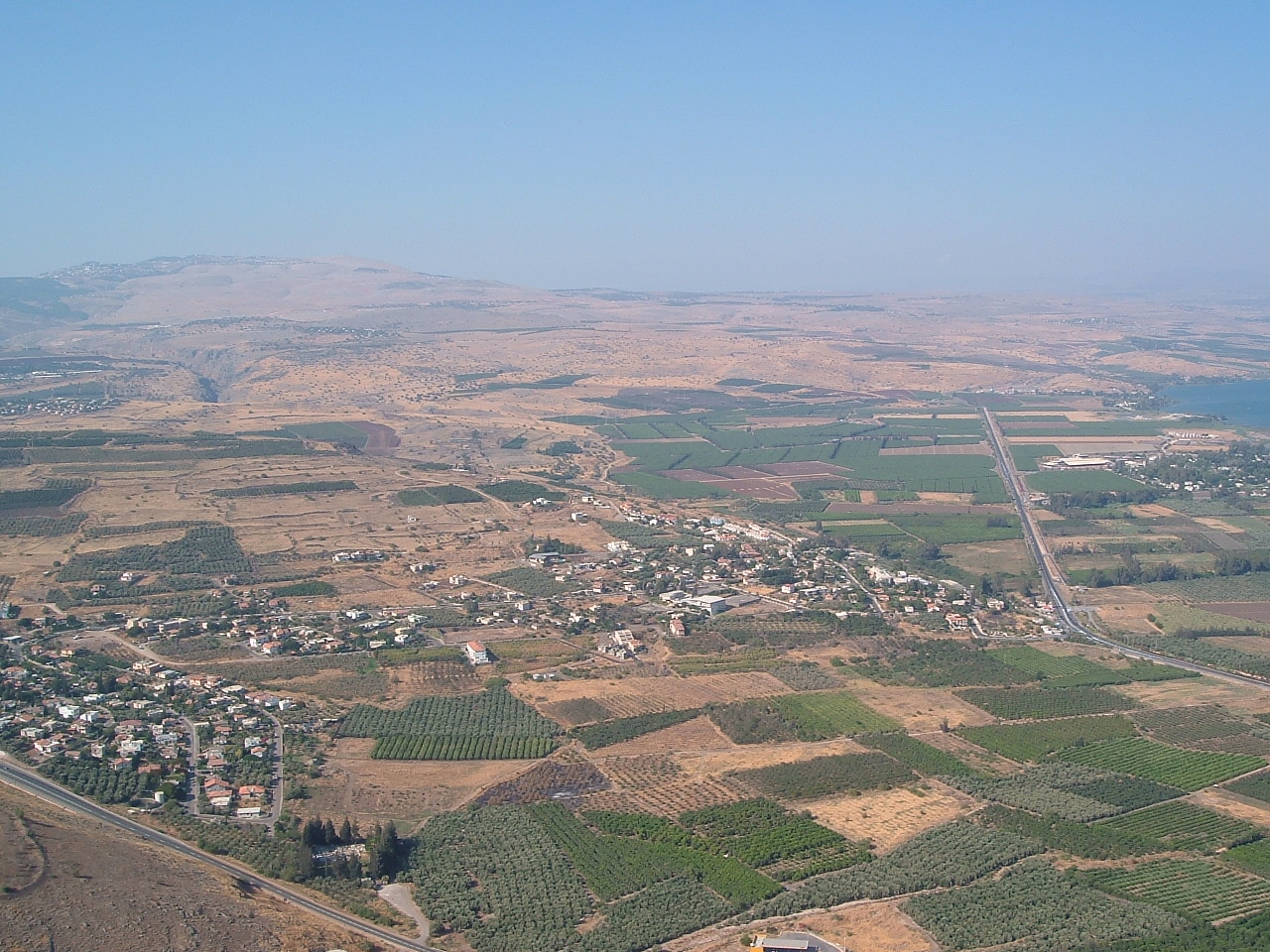
La moderna città di Magdala (l'antica Tarrichee), vista da Nord, dal vicino Monte Arbel.

Vespasiano proseguì, quindi, nella sua marcia e pose l'accampamento fra Tiberiade e Tarichee fortificandolo più del previsto in previsione del possibile assedio. Gran parte della massa dei rivoltosi si era raccolta a Tarichee facendo affidamento sulle fortificazioni della città e sul vicino Lago di Gennesaret. La città, che sorgeva come Tiberiade alle falde di un monte, era stata munita di imponenti mura da Giuseppe, ad esclusione della parte che si affacciava sul vicino lago, inferiori però a quelle di Tiberiade. Gli abitanti disponevano sul lago di un gran numero di barconi, che avevano lo scopo sia di accoglierli in caso di sconfitta, sia per affrontare un'eventuale battaglia navale.
E mentre i Romani erano intenti a fortificare l'accampamento, gli uomini di Gesù, senza farsi spaventare dal gran numero di soldati e dalla loro ferrea disciplina, vi fecero un'irruzione e travolsero al primo assalto i genieri, distruggendo una piccola parte delle fortificazioni appena apprestate. Quando poi videro che i legionari si stavano preparando ad accorrere in aiuto ai loro compagni, cominciarono a ritirarsi senza però subire alcuna perdita. I Romani li inseguirono, costringendoli a rifugiarsi nei barconi, sui quali, subito dopo, presero il largo, fermandosi ad una distanza utile per scagliare dardi sul nemico. Quindi gettarono le ancore e, disposti in modo ordinato i barconi in una fitta schiera quasi fosse una falange, combattevano i Romani che si trovavano sulla vicina riva.
Quando Vespasiano seppe che il grosso dell'esercito avversario si era raccolto nella pianura antistante alla città, inviò il figlio Tito ad affrontarli con seicento cavalieri scelti. Il figlio, accortosi che il numero di nemici era di gran lunga superiore alle previsioni, inviò a chiedere rinforzi al padre, mentre egli stesso pronunziò un'adlocutio alle truppe riunite, in attesa che i rinforzi sopraggiungessero. Alle parole del loro comandante i soldati romani furono pervasi da un tale ardore che, quando poco prima di attaccar battaglia giunse Traiano con altri 400 cavalieri, se ne rammaricarono, ritenendo che la loro vittoria sarebbe stata sminuita, dovendola condividerne con i nuovi arrivati. Vespasiano aveva, inoltre, inviato anche Antonio Silone a capo di 2 000 arcieri ad occupare le alture sovrastanti la città, per lanciare sul nemico dardi e frecce ogni volta che si fosse affacciato dalle mura. L'attacco romano seguì poco dopo, con Tito alla testa del suo esercito, lanciando alto il grido di battaglia e dispiegando i suoi nella pianura lungo tutto il fronte nemico, in modo da apparire molto più numerosi. I Giudei provarono a resistere per un poco, ma poi, colpiti dalle lance e dalla carica della cavalleria romana, furono travolti e calpestati. Molti caddero sul campo di battaglia, molti cercarono rifugio oltre le mura cittadine.
(Giuseppe Flavio, La guerra giudaica, III, 10.3.490-491.)
Gli abitanti, preoccupati per i loro averi e la sorte della loro città, inizialmente poco propensi alla guerra ed ora, dopo la disfatta, ancor meno, videro quelli che si erano schierati a battaglia, fare ritorno in città per costringerli, anche con la violenza, a continuare la guerra al loro fianco. Nacquero così furiosi diverbi tra le due parti. Tito, che non stava lontano dalle mura, avendo udito quei disordini, urlò ai Romani che quello era il momento di agire, al più presto, prima che le due parti trovassero un accordo tra loro.
Ciò detto, balzò in sella e guidò la carica romana verso il lago. Fu, quindi, il primo ad entrare in città seguito dai suoi. I difensori che stavano sulle mura, presi da paura e sgomento per la rapidità dell'azione romana, abbandonarono le armi senza tentare nemmeno di combattere o di porre una minima resistenza. Abbandonate, quindi, le posizioni difensive, gli uomini di Gesù fuggirono attraverso la campagna, mentre gli altri corsero verso il lago, ma qui trovarono i Romani ad attenderli. Molti Giudei rimasero uccisi mentre salivano sui barconi, altri mentre cercavano di raggiungere a nuoto coloro che erano riusciti a prendere il largo. Grande fu la strage di quanti rimasero in città, sia degli abitanti, che di fatto non opposero alcuna resistenza, sia di quanti, giunti da altre città, in Tarichee  si erano rifugiati.

## Conseguenze
Alla fine Tito, dopo aver eliminato tutti i colpevoli, provò pietà per gli abitanti della città ed ordinò la fine della strage in atto. Frattanto, quelli che avevano trovato scampo sul lago, quando videro che la città era stata occupata dai Romani, si spinsero al largo il più lontano possibile. Tito inviò uno dei suoi cavalieri a recare al padre la notizia della vittoria. Vespasiano si rallegrò per il valore del figlio e per il successo riportato, altro importante passo avanti verso la vittoria finale della guerra. Giunto nei pressi della città ordinò che fossero messi a morte i responsabili della rivolta. Il giorno seguente, si recò al lago dove ordinò la costruzione di zattere per dare la caccia a che era riuscito a fuggire. Quando le zattere furono pronte, Vespasiano vi fece montare un numero di soldati adeguato e li inviò all'attacco. Così incalzati, i Giudei non potevano né trovare scampo sulla terraferma, tutta in mano ai Romani, né affrontare una battaglia navale in condizioni di parità. I Romani ne fecero, quindi, gran strage fino a quando non furono sconfitti del tutto, mentre i superstiti, circondati i loro barconi, furono sospinti verso terra. Si poteva vedere tutto il lago arrossato dal sangue e pieno di cadaveri. Nessuno trovò scampo. Nei giorni seguenti, il territorio circostante divenne preda di un nauseabondo fetore, offrendo uno spettacolo tremendo, con i cadaveri ammucchiati e rigonfi lungo le rive, i corpi arsi dal sole in putrefazione che ne appestavano l'aria, suscitando lo strazio nei Giudei. Questo fu l'esito della battaglia, di terra e navale, che alla fine lasciò sul campo circa 6 700 morti.
Dopo la battaglia Vespasiano pose il suo tribunale a Tarichee e, dopo aver diviso gli abitanti da coloro che qui si erano radunati ma erano stranieri, poiché questi ultimi sembravano essere gli iniziatori delle ostilità, discusse con i suoi ufficiali se fosse il caso di risparmiare anche costoro. I consiglieri si mostrarono contrari ad una loro liberazione, perché una volta in libertà non sarebbero rimasti tranquilli, al contrario avrebbero di nuovo fomentato tutti coloro presso i quali si fossero rifugiati. Il comandante romano allora, si convinse che non meritavano pietà e rifletté sul come eliminarli. Non poteva farli uccidere, avrebbe suscitato l'ostilità degli abitanti di Tarichee, che non avrebbero tollerato un simile massacro nella loro città. Escludeva anche l'ipotesi di lasciarli andare e poi assalirli lungo strada dopo aver concesso loro la libertà. Vespasiano, dopo aver assicurato l'impunità in modo equivoco, concesse loro di andarsene, solo lungo la strada che conduceva a Tiberiade. Dispose quindi che la via fosse interamente chiusa tra due cordoni di soldati, affinché nessuno potesse allontanarsi, alla fine li rinchiusero in quella città. All'arrivo del comandante romano, vennero tutti raccolti nello stadio: 1 200 tra vecchi ed inabili, furono uccisi; raccolse 6 000 tra i giovani più robusti e li inviò a Nerone per i lavori della costruzione dell'istmo di Corinto; i restanti 30 400 li vendette come schiavi, tranne quelli che donò ad Agrippa, che a sua volta dispose di vendere tutti. Quella massa era composta da individui provenienti dalla Traconitide, dalla Gaulantide, da Hippos e da Gadara. Queste disposizioni giunsero l'ottavo giorno del mese di Gorpieo (l'attuale mese di agosto).